# Самодін Сергій Олександрович
Сергі́й Олекса́ндрович Само́дін (рос. Сергей Александрович Самодин, *14 лютого 1985, Ставрополь) — російський футболіст, нападник саранської «Мордовії» та, в минулому, молодіжної збірної Росії.

## Кар'єра
Професійну футбольну кар'єру розпочав у московському ЦСКА, в складі якого 2005 року здобув титули чемпіона Росії та володаря Кубка країни. 2006 року грав за «Спартак» з Нижнього Новгорода, що виступав у другому за ієрархією дивізіоні російського чемпіонату.
Наприкінці 2006 року клуб з Нижнього Новгорода був розформований, а гравець переїхав до України, уклавши контракт з дніпропетровським «Дніпром». У вищій лізі чемпіонату України дебютував 3 березня 2007 року в матчі «Дніпро» — «Іллічівець» — 1:1. Спочатку Самодін став одним з основних форвардів дніпропетровців, виходячи на поле майже у кожному матчі та забивши за перші півтора сезони у «Дніпрі» 11 голів в іграх чемпіонату. Однак, з приходом до команди низки нових виконавців від початку сезону 2008—09 втратив місце в основному складі та почав використовуватися здебільшого як резервний нападник.
Влітку 2010 року гравець, який вже не бачить майбутнього у «Дніпрі», укладає контракт з київським «Арсеналом», що передбачає його виступи за «канонірів» на умовах оренди до кінця 2010 року.
20 червня 2013 після розпуску «Кривбаса», як вільний агент підписав дворічний контракт з одеським «Чорноморцем». У січні 2014 року стало відомо про розірвання контракту гравця з одеським клубом за обопільною згодою: Сергій Самодін на правах вільного агента підписав контракт на термін 2,5 роки з російською «Мордовією».

## Досягнення
- Чемпіон Росії (2):

ЦСКА (Москва): 2003, 2005
- Володар Кубка Росії (2):

ЦСКА (Москва): 2005, 2006
- Володар Кубка УЄФА (1):

ЦСКА (Москва): 2004–05